# Tríptico da Descida da Cruz (Pieter Coecke van Aelst)
O Tríptico da Descida da Cruz (em neerlandês:  De afdaling van het kruis) é um importante tríptico de 1540-45 da autoria do pintor flamengo Pieter Coecke van Aelst. O painel central representa a Deposição da Cruz do corpo de Jesus, os volantes a sua Ressurreição e Descida ao Inferno e as faces exteriores a Conversão de São Paulo. Este conjunto pictórico, que se encontra classificado como bem de interesse nacional, faz atualmente parte da coleção do Museu Nacional de Arte Antiga em Lisboa.

## História

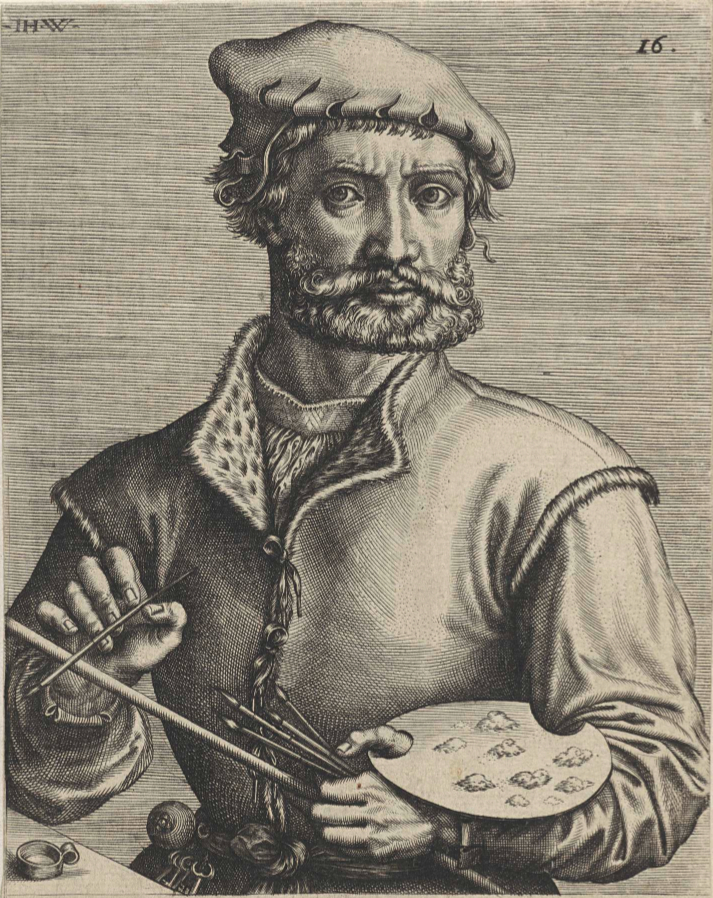
Retrato de Pieter Coecke van Aelst numa gravura de 1572 atribuída a Johannes Wierix.

O Tríptico da Descida da Cruz foi pintado na cidade de Antuérpia pelo pintor flamengo Pieter Coecke van Aelst e a sua oficina entre 1540 e 1545. O grande tamanho da obra, assim como a verticalidade das figuras, faz supor que teria sido encomendada por uma das principais igrejas de Antuérpia, para a colocação num altar. O autor morreu alguns anos depois, em 1550, pelo que é provável que a Descida da Cruz seja uma das suas últimas obras-primas.
Desconhece-se se a pintura estaria completamente finalizada em 1550, ou se foi efetivamente entregue e colocada no templo para onde foi planeada. Danos intencionais nas partes superior e inferior do tríptico e, principalmente, em algumas das figuras, nomeadamente na face de João, levam a crer que estaria exposto durante o Beeldenstorm e que teria sido atingido por esses ataques iconoclásticos protestantes. Uma rápida ação de remoção e ocultação da obra, tal como ocorreu com muitas das obras de arte sobreviventes a este período, foi responsável pela sua preservação sem grandes danos.

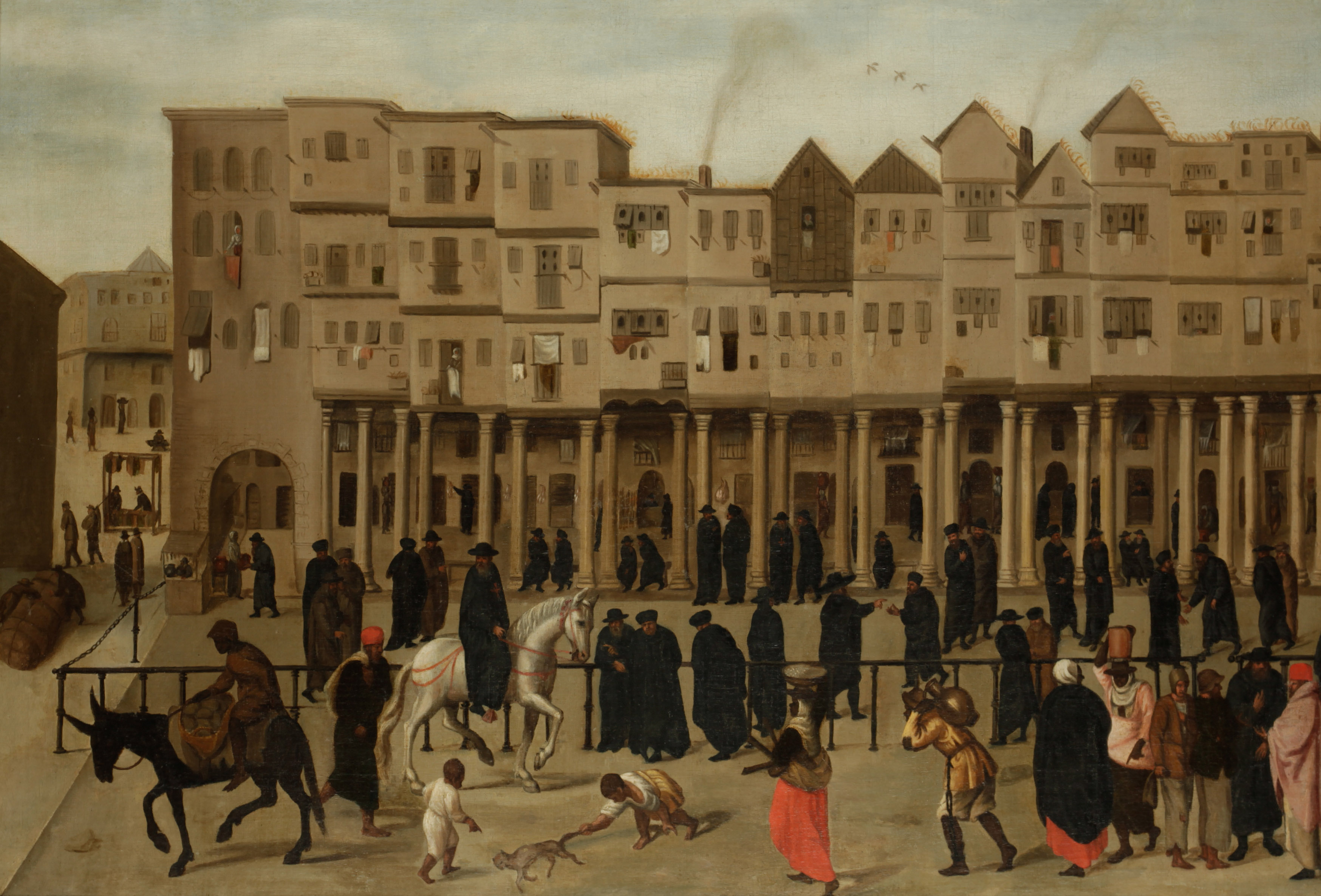
Rua Nova dos Mercadores (1570-90), pintura da Soc. de Antiquários de Londres - Mansão Kelmscott, Oxfordshire.

No mês de abril de 1584 foi adquirida em Antuérpia por Simon Simons a Daniël de Villers. Tinha como destino o envio a dois mercadores em Lisboa, Jerome de Franchi e Jasper Glas, para que fosse vendida pela melhor oferta. A posse desta obra por particulares é surpreendente e pode ser resultado das ações generalizadas de pilhagem dos templos antuerpianos, mas sobre isso não há certezas. As informações sobre a transação encontram-se num documento com data de 30 de janeiro de 1585, cujo original se encontrava nos arquivos da cidade de Antuérpia em 1883, ano em que Frans Jozef Peter van den Branden o publica pela primeira vez na obra Geschiedenis der Antwerpsche Schilderschool (História da Escola de Pintura de Antuérpia).
Chegou a Lisboa no final do século XVI. Como não veio para a capital lusa em resposta a uma compra de um particular ou instituição religiosa diretamente na cidade flamenga, ficou disponível para compra durante tempo indeterminado. Em 1606 iniciou-se a construção do Convento de Nossa Senhora dos Remédios na atual freguesia da Estrela (a fundação em si deu-se antes, em 1581). Não se sabe quando deu o tríptico entrada nessa comunidade conventual, mas lá deve ter estado por muitos anos. Em 1834, ocorreu a extinção das ordens religiosas em Portugal, e o tríptico fazia parte dos pertences confiscados do convento, passando para a Fazenda Nacional. A obra foi depois transferida, em 1836, para o atual Museu Nacional de Arte Antiga, cujo edifício se localiza muito perto do antigo convento.

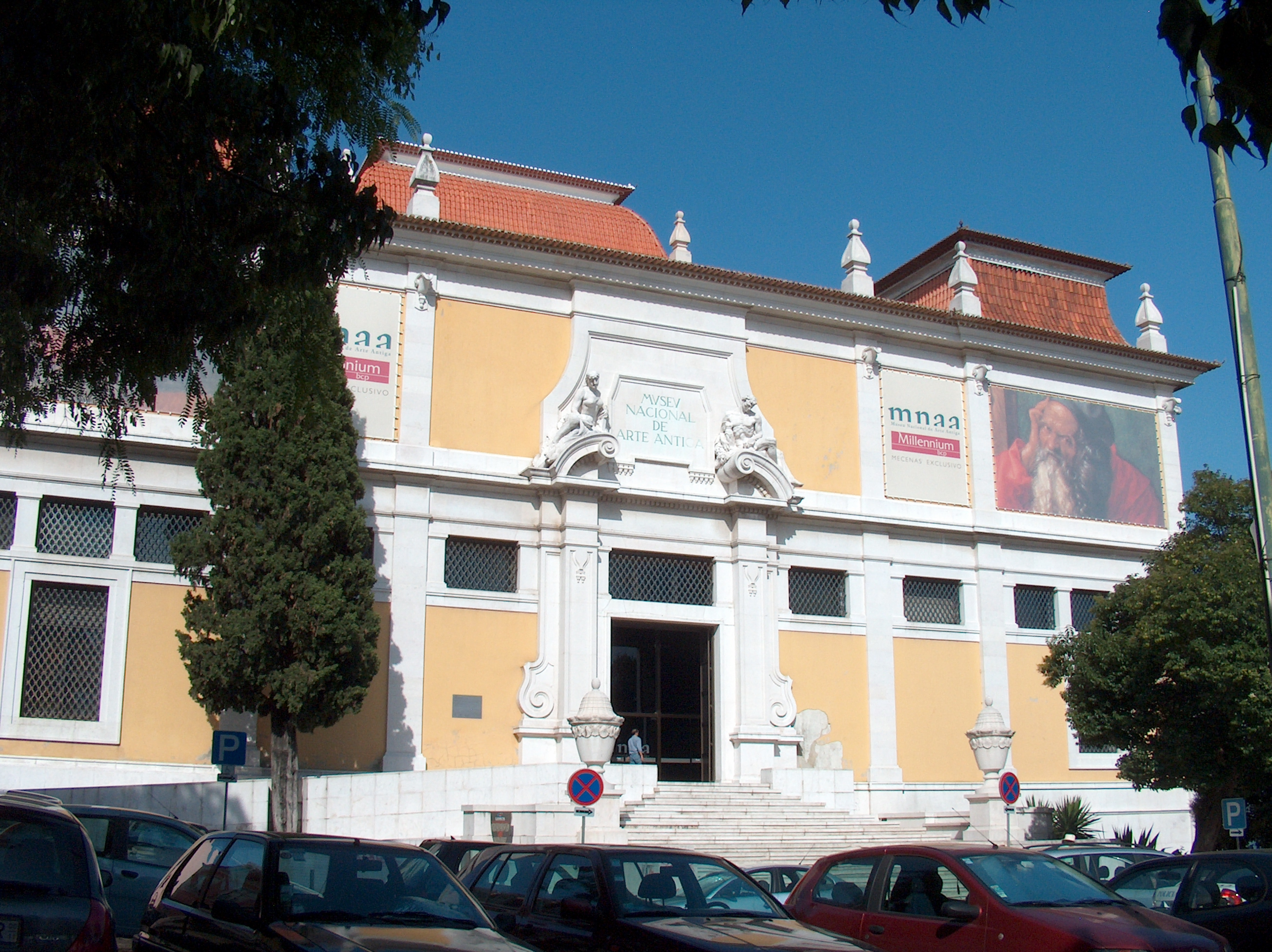
Entrada do Museu Nacional de Arte Antiga.

Aquando da sua entrada no museu, o nome do seu autor havia sido perdido. Inicialmente, foi erradamente atribuída a pintores como Maarten van Heemskerck ou Giulio Romano. Em 1938, o professor Leo Van Puyvelde foi o primeiro a associar a descrição no documento de 1585 com o tríptico nas Janelas Verdes, confirmando, assim, a autoria de Pieter Coecke van Aelst. A existência de documentação torna esta pintura excecional entre toda a obra deste artista, uma vez que este não assinava as suas obras e que todas as restantes pinturas a ele atribuídas o são apenas pelas afinidades estilísticas e sempre com reservas, salvo uma outra, a Última Ceia da coleção do Duque de Rutland no Castelo de Belvoir.
A história deste tríptico é especialmente interessante quando listados os eventos e desastres a que sobreviveu: em Antuérpia, não foi destruída durante a Guerra dos Oitenta Anos e resistiu com danos menores ao Beeldenstorm; em Lisboa, sobreviveu às novas exigências iconográficas da contrarreforma (ainda que tenha sofrido repintes), ao sismo de 1755 e à extinção das ordens religiosas, não se extraviando ou destruído como aconteceu com muitas outras obras de arte, ficando à guarda do MNAA. Encontra-se em lugar de destaque nesse museu lisboeta e, desde 2006, está incluída na lista dos bens de interesse nacional, vulgo “tesouros nacionais” de Portugal.
Desde a sua génese, o tríptico sofreu vários restauros e modificações. Foi alterada a sua forma original, de canopial para retangular, sendo colocadas novas tábuas na parte superior e inferior de todos os painéis. Foi restaurada e repintada por várias vezes até ao século XX, em intervenções geralmente de fraca qualidade à luz dos princípios que regem esta arte na atualidade. Destacam-se as intervenções de Luciano Freire em 1915 e de Fernando Mardel em 1940. Em 2014 foi submetido a um difícil e profundo restauro; o painel central foi tratado no próprio Departamento de Conservação e Restauro do Museu Nacional de Arte Antiga e os dois volantes no Instituto José de Figueiredo. No mesmo ano foi emprestado ao Metropolitan Museum of Art de Nova Iorque para a exposição Grand Design: Pieter Coecke van Aelst and Renaissance Tapestry, a mostra mais importante de sempre da obra deste autor flamengo que durou de 7 de outubro de 2014 a 11 de janeiro de 2015 e que foi visitada por mais de cem mil pessoas. Regressou então ao MNAA, após receber variados elogios e afirmações da sua singularidade e importância para a história da arte. Em 2015 foi ainda escolhida para a exposição “ComingOut. E se o Museu saísse à rua?”, tendo sido colocada uma reprodução na Travessa dos Teatros.

## Painéis

### Painel central:Descida da Cruz

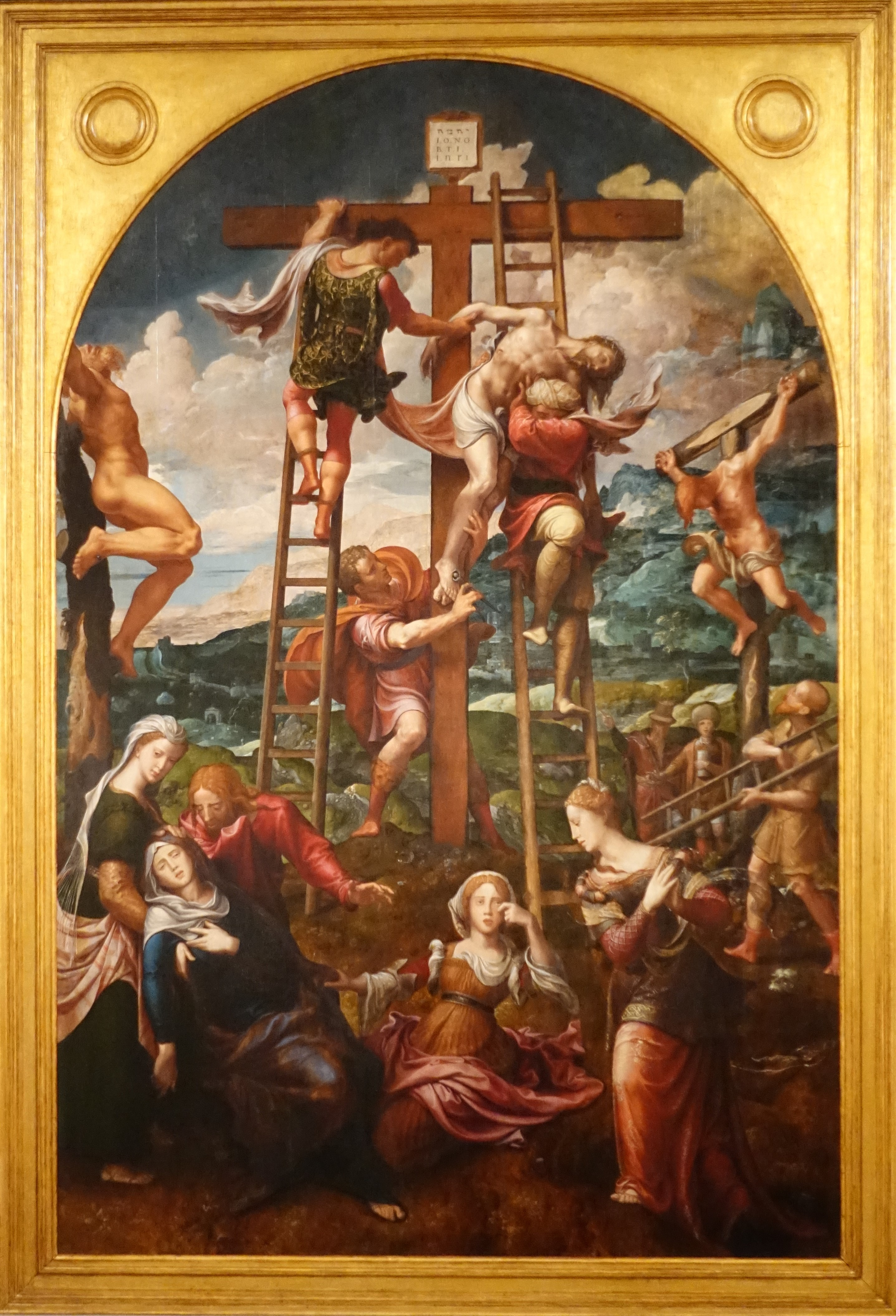
Descida da Cruz

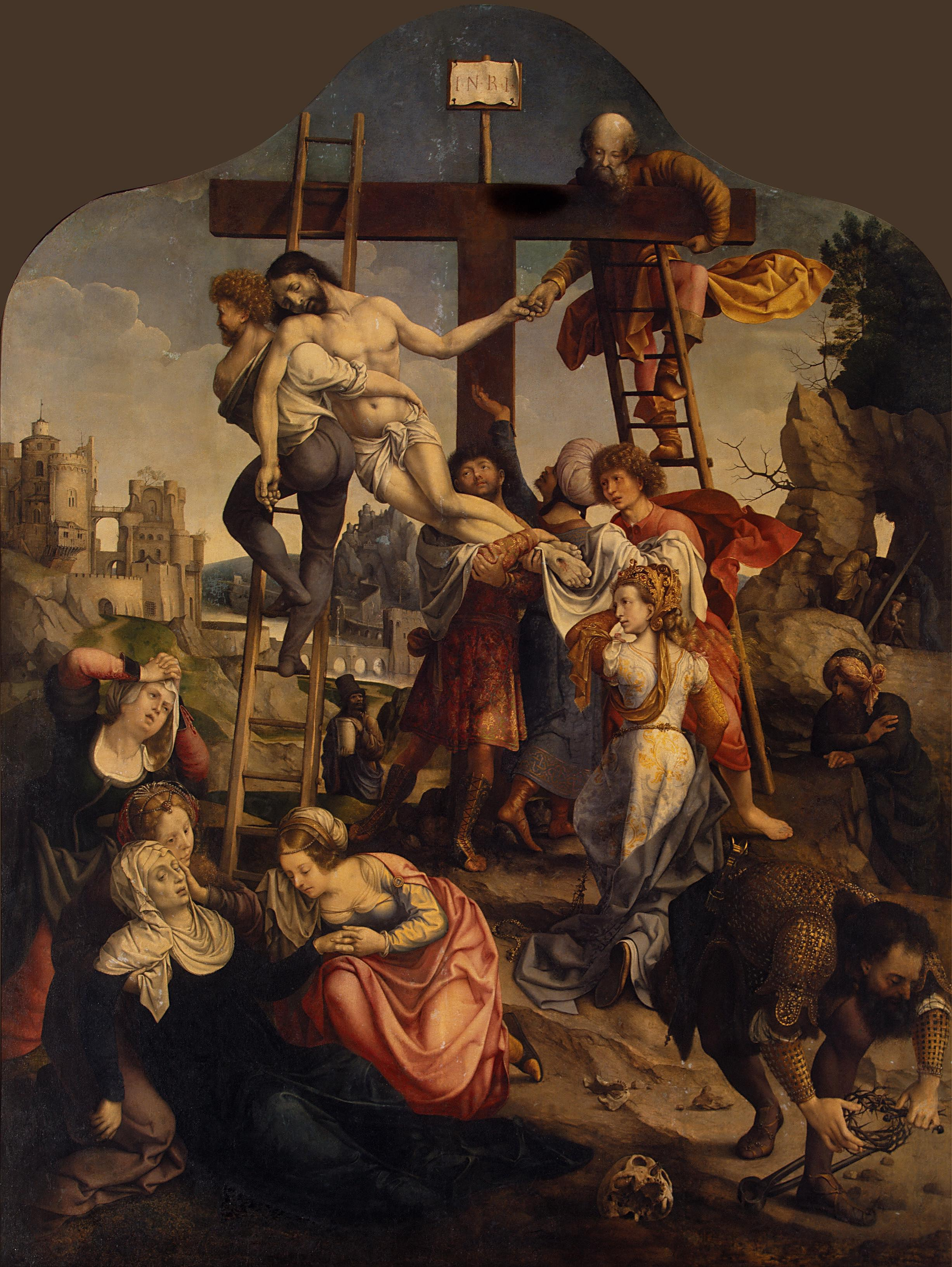
Jan Mabuse: Descida da Cruz (c. 1525) no Hermitage, São Petersburgo.

- Nome em neerlandês: Afdaling van het kruis[6] (Descida da Cruz)
- Dimensões: 262 x 172 cm[8]
- Contexto bíblico:

- Descrição: O painel central é a tábua de maior área, embora com uma altura menor que os volantes.[8] Na atualidade termina num topo semicircular, mas a pesquisa revelou que originalmente teria uma forma canopial que foi aumentada superior e inferiormente.[2] O painel representa uma das cenas da Paixão de Cristo, a deposição da Cruz do corpo de Jesus morto.[8] O tratamento do tema é muito mais conservador que o usado nas pinturas dos volantes e muitas das figuras parecem ter sido pintadas por artistas da sua oficina; a organização das personagens foi adaptada de uma pintura do mesmo tema que Jan Mabuse pintou cerca de 15 anos antes.[2][9] Destaca-se também a influência de Giulio Romano, designadamente dos frescos que realizou na “Sala de Psique” do Palácio Te em Mântua poucos anos antes e que Pieter Coecke van Aelst muito provavelmente viu durante as suas viagens.[2][12] Além da deposição, é também representado o desmaio da Virgem, o que seria perfeitamente corrente no seu tempo mas seria desencorajado pelo Concílio de Trento poucos anos depois.[15]

Em posição central encontra-se a Cruz. É uma cruz latina, com a altura de dois homens, e possui no seu cume o Titulus Crucis, que junta às iniciais tradicionais em latim, “i. n. r. i”, as menos convencionais “יהמה” em língua hebraica e “Ι. Ο. Ν. Ο. Β. Τ. Ι.” em grego antigo.
Três homens descem o corpo de Jesus com auxílio de duas escadas, uma turquês e um lençol. Na cabeça de Jesus ainda repousa a coroa de espinhos e a chaga do lado está em evidência; contudo, o seu corpo está limpo de sangue. No topo de uma escada, do lado direito da Cruz, encontra-se José de Arimateia que terminou de despregar o braço direito de Cristo, que ainda segunda levemente. No meio de uma segunda escada, esta do lado esquerdo da Cruz, Nicodemos suporta o peso do corpo de Jesus. Cristo é desenhado de forma delicada e elegante, contrastando com o grande peso que Nicodemos mostra dificuldade em sustentar. Entre os dois homens nas escadas é segurado um lençol como instrumento de descida. Ao pé da Cruz, um terceiro homem (outro candidato a José de Arimateia), retira o cravo que ainda prende os pés de Cristo.
Em primeiro plano, Santa Maria, São João e Santa Maria Madalena, juntamente com outras duas Marias, lamentam a morte do Senhor. Maria, mãe de Jesus, não resiste e desmaia, caindo para trás com a mão esquerda sobre o peito. É auxiliada por uma das santas mulheres e João. A segunda Maria, chorosa e descomposta, está sentada no chão e puxa pelas vestes da Virgem. Madalena assiste à cena, de pé, um pouco mais distanciada. A sua figura faz lembrar modelos clássicos; já tinha sido usada como Pomona nas suas tapeçarias e deriva diretamente de uma ninfa, pintada por Giulio Romano.
Dos lados da cruz de Cristo encontram-se ainda crucificados os dois ladrões, em cruzes mais rudimentares que a principal. À direita e à frente, o bom ladrão encontra-se desnudo e morto, contorcido e com a face virada para o céu. À esquerda e atrás, está crucificado o mau ladrão; a sua face está virada para o chão. Ao pé da cruz do mau ladrão encontram-se também três homens, um deles com uma escada ao ombro e uma caveira aos pés, identificando o local como o Calvário. O céu encontra-se escuro e enublado e ao fundo vislumbra-se a cidade de Jerusalém.
A cena foi modelada no sentido de produzir uma sensação ao orante de uma dor silenciosa, uma calma no sofrimento. As poses são simultaneamente dramáticas e contidas e é dada grande importância à disposição de cada elemento e personagem, assim como o detalhe das suas vestes. Em claro contraste com esta pacificidade geral do painel, os dois ladrões encontram-se despidos em posições muito contorcidas com uma dinâmica e uma atenção à representação anatómica que espelha e anuncia a iconografia tumultuosa dos dois volantes.

### Painel lateral:Cristo Ressuscitado

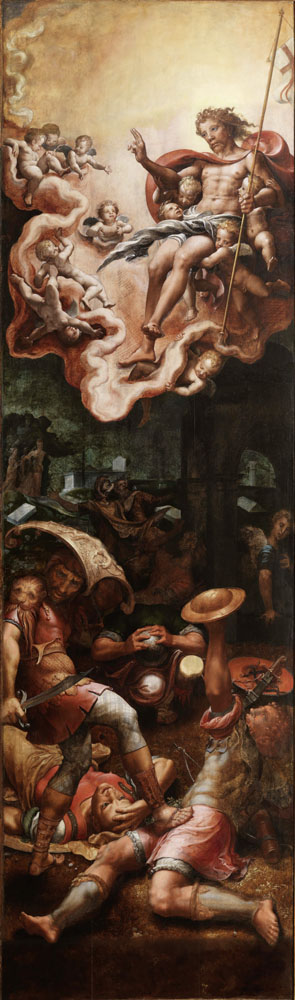
Cristo Ressuscitado

- Nome em neerlandês: Verrijzenis[6] (Ressurreição)
- Dimensões: 274 x 84 cm[8]
- Contexto bíblico:

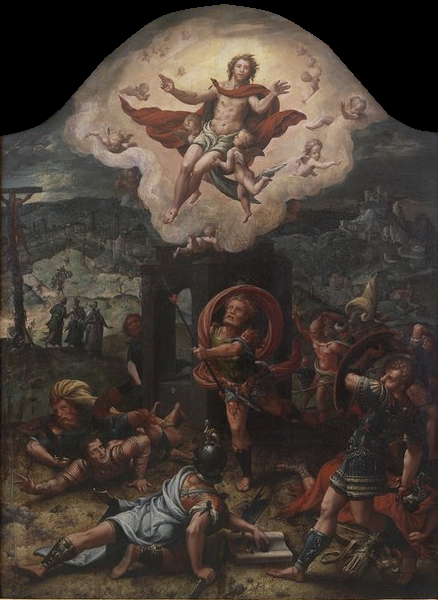
Tríptico da Ressurreição (c.1530) no Staatliche Kunsthalle.

- Descrição: O painel lateral direito é atualmente retangular, contudo, originalmente formaria uma metade de um arco canopial.[2][4] Representa a Ressurreição de Jesus.[8] O pintor revela maior criatividade nos volantes do que na tábua central, resultado da maior liberdade que lhe permitia a sua lateralidade.[2][9] A mesma organização já havia sido usada pelo pintor, por volta de 1530, na tábua central de um tríptico que hoje se encontra no Staatliche Kunsthalle em Carlsrue.[2][5][18]

A figura de Cristo está na parte superior da tábua, pairando no ar sobre a cena, vestido com uma capa vermelha, segura na sua mão esquerda uma cruz com estandarte, e assenta numa nuvem luminosa rodeada por putti, como que sentado num trono. A sua figura ilumina os soldados romanos abaixo que acordam apavorados com a sua presença. Uns encontram-se já em fuga mas quatro permanecem em primeiro plano. De pé encontra-se um soldado que cobre a cabeça com o escudo e segura na mão direita uma espada, calcando um outro soldado, este ainda deitado que se também se tenta proteger. Um outro, olha para o céu com espanto, o quarto deles mete a sua cabeça entre os joelhos.
Na escuridão da noite, adivinha-se a silhueta do túmulo arruinado de Jesus, onde o anjo espera pelas mulheres que se encontram representadas, ao longe. As vestes dos soldados romanos "à romana" e a nuvem da parte superior parecem ter sido influenciadas por desenhos de Giulio Romano.

### Painel lateral:Descida de Cristo ao Limbo

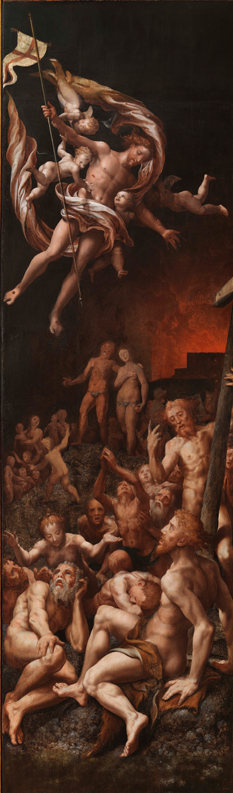
Descida de Cristo ao Limbo

- Nome em neerlandês: Nederdaling ter hel[6] (Descida ao inferno)
- Dimensões: 274 x 84 cm[8]
- Contexto bíblico:

- Descrição: O painel lateral esquerdo é atualmente retangular, contudo, originalmente formaria uma metade de um arco canopial.[2][4] Representa a Descida de Cristo ao Inferno após a sua Ressurreição.[8] O pintor revela maior criatividade nos volantes do que na tábua central, resultado da maior liberdade que lhe permitia a sua lateralidade.[2][9]

Na parte superior da tábua encontra-se, pairando no ar, Jesus Cristo de braços aberto, segurando na mão direita uma cruz com estandarte e envolto num sudário esvoaçante. Olha para baixo na direção de um grupo de várias figuras despidas e emaranhadas que se dividem entre expressões de desânimo e surpresa. Mais uma vez as personagens são altamente influenciadas pelos desenhos do italiano Giulio Romano. Algumas das figuras são identificáveis: no centro da composição encontram-se Adão e Eva e, no lado direito da tábua, segurando ainda a sua cruz, encontra-se o bom ladrão. No horizonte vislumbra-se a sombra de edifícios e as chamas do inferno. Há uma tendência geral para a utilização de tons monocromáticos.

### Painéis exteriores:Conversão de S. Paulo

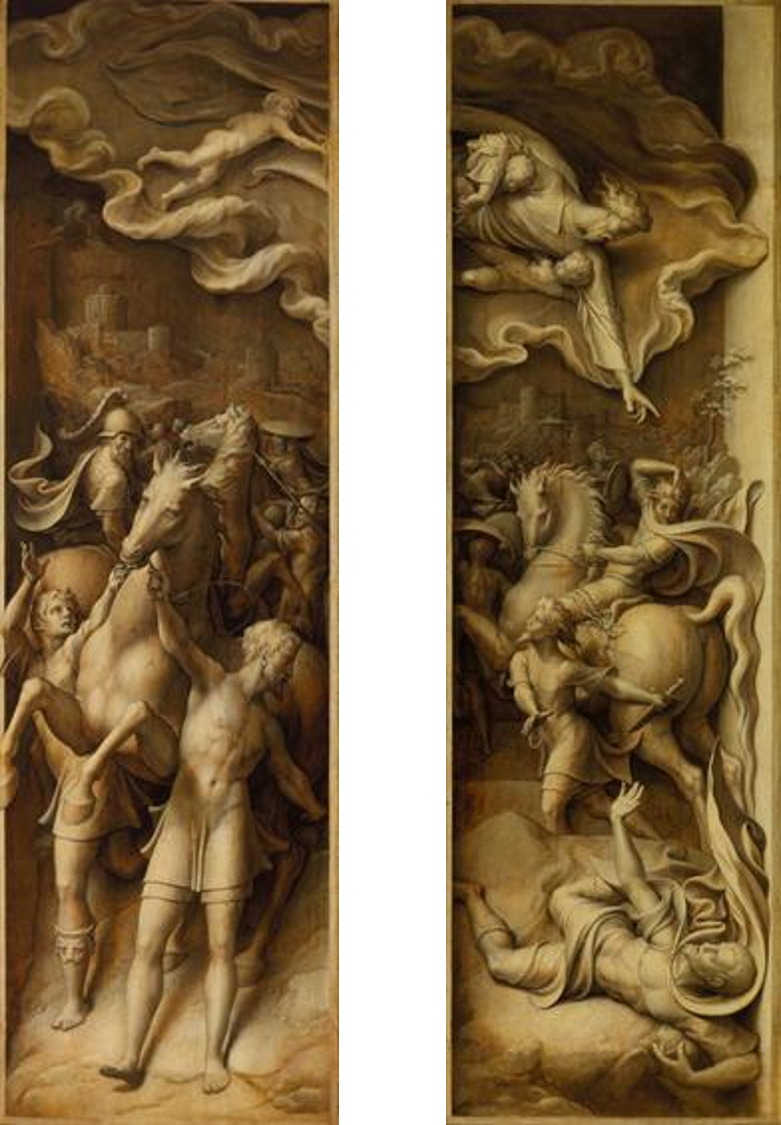
Conversão de S. Paulo

- Nome em neerlandês: Sint-Paulus' bekering[6] (Conversão de São Paulo)
- Contexto bíblico:

- Descrição: Quando os dois volantes do tríptico são fechados, o exterior forma uma pintura em grisaille representando a conversão de São Paulo.[8] A grisalha, ou seja, o uso de tons monocromáticos, era frequente na pintura flamenga da época, contudo, este tríptico pretende ir um pouco mais além e imitar um relevo escultural em trompe-l'oeil.[2][3]

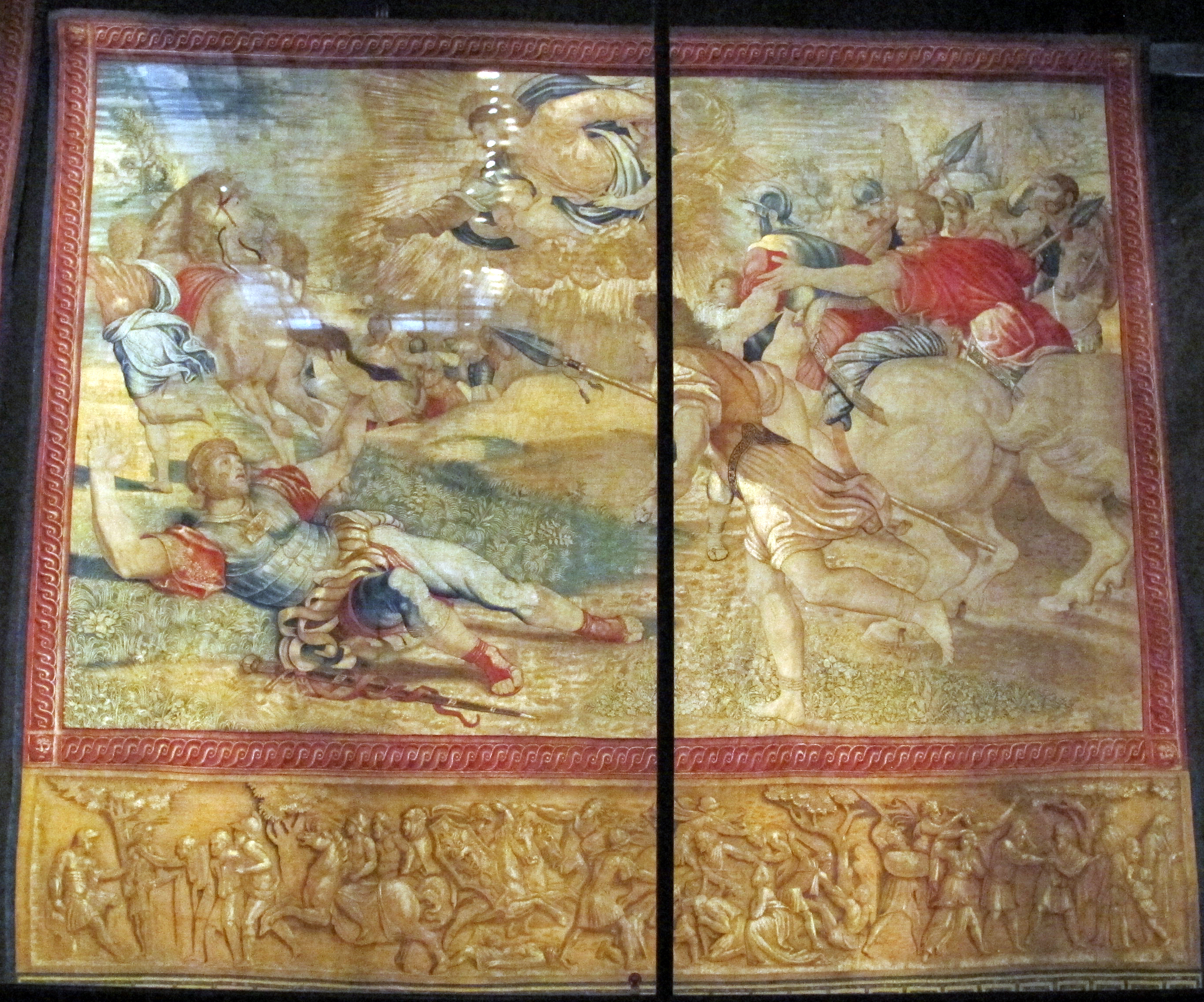
Conversão de São Paulo, tapeçaria segundo desenho de Raffaello Sanzio.

Esta seria a face a que os fiéis mais estariam familiarizados, uma vez que o tríptico só seria aberto em determinadas solenidades, revelando as suas cores. Neste caso, dado o conteúdo da face interior do tríptico, isto possivelmente ocorreria durante a Quaresma e Páscoa.
As figuras e organização da cena é uma reinterpretação de um cartão para tapeçaria do mesmo tema, que Pieter Coecke van Aelst desenhou entre 1529-30 que por sua vez é, em grande parte, influenciada por uma outra, novamente do mesmo tema, mas da autoria de Raffaello Sanzio.
A cena desenvolve-se com a cidade de Damasco no horizonte. Paulo encontra-se derrubado no solo, em evidente dor. Olha na direção de Jesus Cristo mas os seus olhos estão completamente brancos, em representação da sua cegueira. Acompanham-no outros militares, alguns dos quais a cavalo. O cavalo em que montava Paulo é segurado por duas figuras. Todos revelam completa estranheza pelo seu comportamento. Na parte superior da composição, Deus-Filho é representado no ar, envolto numa nuvem luminosa e alguns putti. As personagens e os cavalos dão grande dinamismo à cena, contudo, existe uma certa rigidez que parece indicar que a Conversão foi pintada por artistas da oficina.